# Heliophanus cuspidatus
Heliophanus cuspidatus este o specie de păianjeni din genul Heliophanus, familia Salticidae, descrisă de Xiao X. în anul 2000. Conform Catalogue of Life specia Heliophanus cuspidatus nu are subspecii cunoscute.